# Deine Cousine

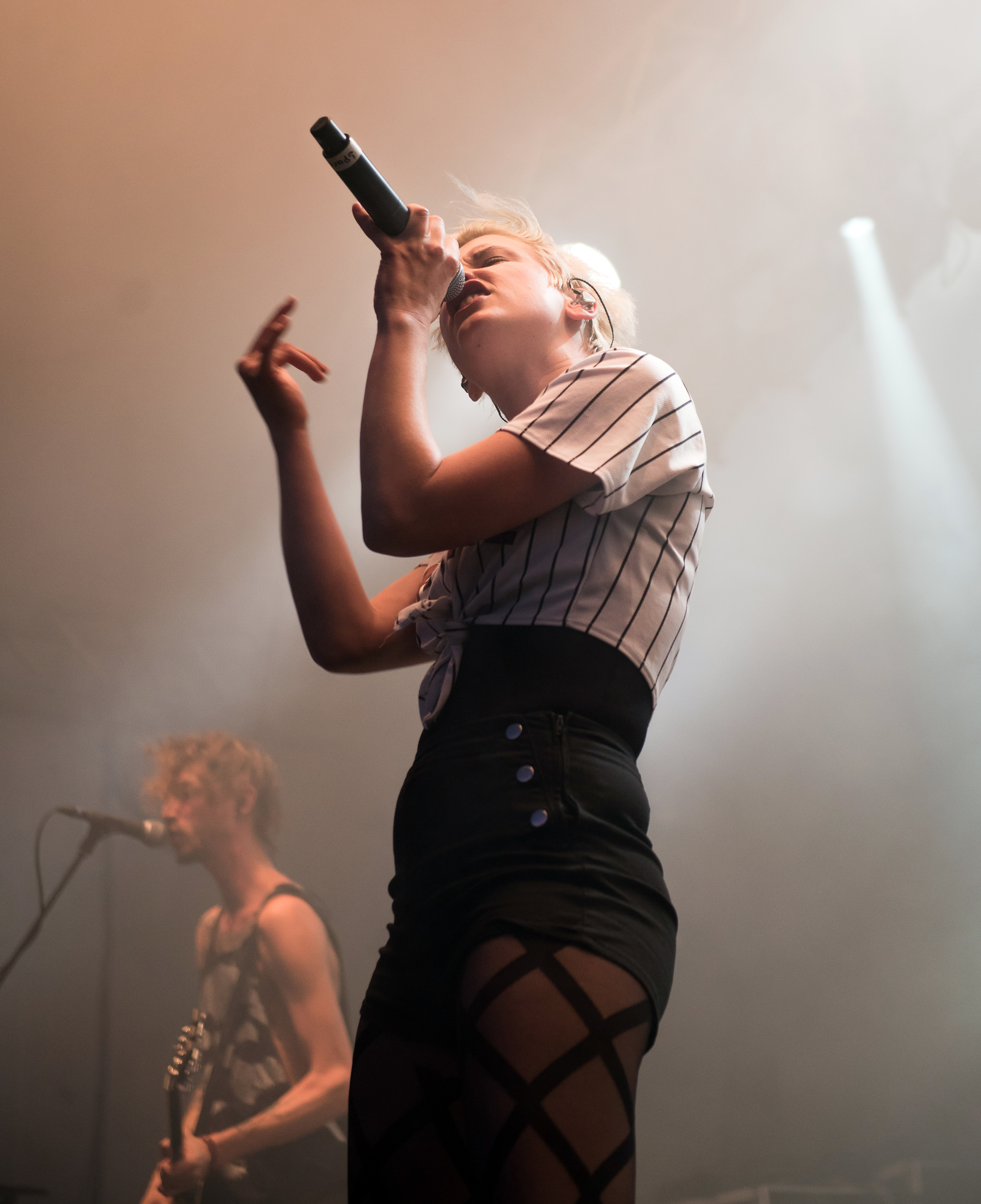
Deine Cousine live in Hamburg (2019)

Deine Cousine (bürgerlich Ina Bredehorn; * 23. April 1986 in Varel) ist eine deutsche Sängerin.

## Leben
Ina Bredehorn ist in dem Dorf Jaderberg in Niedersachsen als Tochter einer mittelständischen Arbeiterfamilie mit einem älteren Bruder aufgewachsen. Ihre ersten Auftritte absolvierte sie im Kindergartenalter. Mit 14 Jahren gründete sie ihre erste Band.
Sie absolvierte 2002 auf der Realschule Varel ihre Mittlere Reife und begann danach eine Ausbildung als Industriemechanikerin, die sie 2006 abschloss. Nach dreijähriger Montagetätigkeit legte sie im Anschluss 2009 ihre Meisterprüfung ab.
2011 nahm Bredehorn am Popkurs Hamburg teil. Dabei ermutigten sie die Popkurs-Begründer Anselm Kluge und Peter Weihe, den Weg einer musikalischen Karriere einzuschlagen und ihren Beruf als Vorrichtungsschlosserin aufzugeben. Sie zog nach Hamburg und verdient ihren Lebensunterhalt durch diverse Nebenjobs als Kellnerin in der Gastronomie, während sie all ihre Zeit in den Aufbau der musikalischen Karriere investierte.
Seit 2013 ist Bredehorn unter ihrem Künstlernamen Deine Cousine aktiv. 2014 nahm sie am Panikpreis, einem von Udo Lindenberg veranstalteten Nachwuchswettbewerb, teil und baute dadurch eine enge Beziehung zum Hamburger Künstler auf.
Seit 2017 ist Deine Cousine Bestandteil seiner Liveshows. Auf seinem 2018 erschienenen Album MTV Unplugged 2 – Live vom Atlantik sang sie mit Lindenberg das Duett Du knallst in mein Leben.

## Bandgeschichte
Im Jahr 2018 tourte Deine Cousine als Support von Daniel Wirtz durch Deutschland.
Ihr Debütalbum Attacke erschien am 26. April 2019 auf ihrem eigenen Label Attacke Records. Das Album stieg auf Platz 76 der Charts ein. Im selben Jahr spielte sie eine Vielzahl von Konzerten und Open Airs, darunter auch das Wacken Open Air, das Deichbrand Festival und das Big-Day-Out-Festival. Im Herbst 2019 unternahm sie eine ausverkaufte vierwöchige Tour zum Album Attacke durch Deutschland, Österreich und die Schweiz.
Die für 2020 und 2021 geplanten Auftritte fielen wegen der Corona-Pandemie aus, weshalb auf diverse Online-Formate ausgewichen wurde.
2022 standen dann wieder Liveauftritte u. a. beim Wacken Open Air, als Support von Die Toten Hosen und Fury in the Slaughterhouse an. Das zweite Album Ich bleib nicht hier wurde am 9. September veröffentlicht. Das Album stieg auf Platz 12 der deutschen Charts ein. Es folgte eine dreiwöchige Tour durch Deutschland, Schweiz und Österreich. Am 28. Oktober erschien die Single Wie lang ist schon für immer? sowie am 1. Dezember die Single Lieder und Lametta. Beendet wurde das Jahr mit der Familienfeier am 23.12. in der Markthalle Hamburg.
2023 veröffentlichte sie in Zusammenarbeit mit Sondaschule ihren Song Der Himmel ist ’ne Kneipe.
In dem Jahr war sie als Support für Sondaschule auf der „Gute Zeiten Tour 2023“ und für Madsen auf der „Hollywood Tour 2023“ unterwegs.
Im Jahr 2024 spielte sie ihre „Tour 2024“ in Deutschland, Österreich und Schweiz. Sowie wieder auf diversen Festivals. Im Herbst begannen die Arbeiten zur Aufnahme des Albums Freaks, welches im Mai 2025 erschien.
Das Jahr endete mit zwei Familienfeiern am 27. Und 28. Dezember in der Großen Freiheit und dem Docks.
2025 startete sie mit drei Single-Auskopplungen aus dem neuen Album Freaks und ging Anfang März mit April Art bzw. Damona auf eine dreiwöchige Tour durch Deutschland.
Am 9. Mai 2025 veröffentlichte Deine Cousine ihr drittes Album Freaks, was mit zwei Release Shows im Hamburger Molotow Club (9. Mai) und im Club Volta in Köln (10. Mai) gefeiert wurde.

## Soziales Engagement
Deine Cousine engagiert sich seit vielen Jahren in verschiedenen sozialen Projekten und Initiativen. Besonders setzt sie sich für benachteiligte Menschen und den gesellschaftlichen Zusammenhalt ein. Sie unterstützt unter anderem den Verein Frauenhauskoordinierung e. V., der sich für den Schutz und die Rechte von Frauen in Gewaltsituationen einsetzt, sowie die Hamburger Initiativen Silbersack Hood e. V. und Hanseatic Help, die sich für soziale Gerechtigkeit und niedrigschwellige Hilfeleistungen in der Stadt engagieren.
Ein fester Bestandteil ihres Engagements ist die „Familienfeier“ – ein alljährlich rund um Weihnachten stattfindendes Konzert, bei dem Spenden für soziale Projekte gesammelt werden. Durch kreative Aktionen wie Tombolas oder die Versteigerung von zu spielenden Liedern konnten dabei bereits zahlreiche Organisationen mit mehreren tausend Euro unterstützt werden.

## Diskografie
- 2019: Attacke (Album, Attacke Records)
- 2022: Ich bleib nicht hier (Album, Attacke Records)
- 2022: Wie lang ist schon für immer?  (mit Alex Mofa Gang) (Single)
- 2022: Lieder und Lametta (Single, Attacke Records)
- 2024: Wann schneit’s mal wieder auf St. Pauli (EP)
- 2024: Allez, allez (Single)
- 2025: Go fuck yourself (Single)
- 2025: So jung und so dumm (Single)
- 2025: 180 Grad (Single)
- 2025: Freaks (Album)
- 2025: Königin von Deutschland (Single, Original König von Deutschland von Rio Reiser)

### Als Gastmusikerin
- Du knallst in mein Leben, Udo Lindenberg feat. Deine Cousine, Live Vom Atlantik MTV Unplugged II, (Warner Music Group 2018)
- Dirty Dörte, Swiss & Die Anderen feat. Deine Cousine, Erstmal zu Penny, Columbia/Missglückte Welt (Sony Music 2023)